# Waldeck Ornelas
Waldeck Vieira Ornelas (* 6. Juli 1945 in Ipiaú, Bahia) ist ein brasilianischer Politiker.

## Werdegang
Waldeck Ornelas studierte Rechtswissenschaft an der Universidade Federal da Bahia.
Er war von 1987 bis 1991 und von 1994 bis 1995 Abgeordneter in der Câmara dos Deputados. Danach war er von 1995 bis 1998 Senator im Senado Federal do Brasil für den Bundesstaat Bahia. In der Regierung von Fernando Henrique Cardoso bekleidete er vom 7. April 1998 bis zum 24. Februar 2001 das Amt des Wohlfahrtsministers (Ministro de Estado da Previdência e Assistência Social).